# (6924) Fukui
Pour les articles homonymes, voir Fukui (homonymie).
(6924) Fukui est un astéroïde de la ceinture principale.

## Description
(6924) Fukui est un astéroïde de la ceinture principale. Il fut découvert le 8 octobre 1993 à Kitami par Kin Endate et Kazuro Watanabe. Il présente une orbite caractérisée par un demi-grand axe de 3,40 UA, une excentricité de 0,10 et une inclinaison de 12,2° par rapport à l'écliptique.

## Compléments